# 楊毓麟

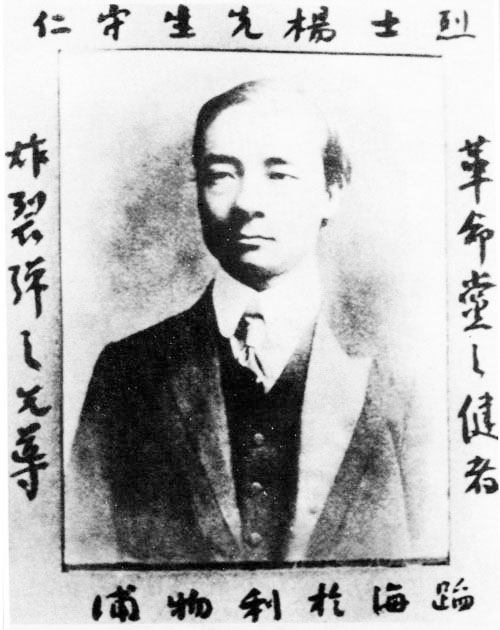

楊守仁（1871年—1911年8月5日），原名毓麟，字篤生，又名叔壬，改名守仁，別号䀌盦，筆名椎印、寒灰，男，湖南省长沙县人，湖南维新派和革命派人物。

## 生平

### 早年經歷
杨毓麟是湖南省长沙县高桥镇白石园人。15岁考中秀才，后在岳麓、城南、校经三书院學習。1894年，中日甲午战争爆发，清军接连失利，杨毓麟寫下《江防海防策》。光绪二十三年（1897年），拔贡生。同年，中湖南举人。有说他在光绪二十四年（1898年）中进士，分发广西知县，未赴任。他在《致端方函》中署名为“候选知县杨守仁”，据“候选”可知未“分发广西”，故曾中进士一说不实:386。此后，他聘为湖南时务学堂教习，和梁启超、唐才常、谭嗣同等人提倡維新变法，推动湖南维新运动。戊戌变法失败后，他避居乡里几个月。
1899年春，杨毓麟成為瞿鸿机幕僚，不久再度辭職。1900年，杨毓麟前往湖南鄉紳龙湛霖的私塾教書。自立軍起義被鎮壓後，杨毓麟轉向革命，開始与黄兴等人聯繫。

### 中年經歷
1902年，湖南官紳開始選派公費生東渡，並將留日血費生之貧苦者亦悉化為公費。:8是年春，他留学日本，前往清國人设立的清华学校学习日语。後來入宏文学院，後考入早稻田大学。黄兴、楊度等既至東京，時與日本師友接觸，問學研討之餘，深感救國之道，必先有理論，而後有事實，有學術而後有政治；尤須破除過去定於一尊之學風，始能盡除保守濡滯之積習；而介紹東西洋自由之學說，尤為開啟新機運之前提:9。1902年10月，与黄兴、樊锥、梁焕彝等人在东京创办《游学译编》:9
1903年，沙俄向清朝提出7項要求，企圖侵佔中國東北地區，此舉觸及日本，東京《朝日新聞》首先刊載，留日學生遂於神田錦輝館召開學生大會:21。4月29日，留日學生決定組織義勇隊抗俄以為國民倡導:16。據統計，各省留學生到會者500餘人，通過成立拒俄義勇隊，推陸軍士官學校藍天蔚為隊長，成員有黃興、杨毓麟、陳天華等，日日操練，意欲隨時開赴前線:21。當中，尤以青年會成員最為積極，他們大都參加「拒俄義勇隊」，130人表示願赴戰場者，50人留東京辦事者，有女留學生願擔任看護:21-22。留學生正欲改名學生軍，在清朝壓力下，日本政府勒令解散:22。5月10日，留日學生惟有在學生軍集會上，議決改名為「军国民教育会」，以便跟進事態發展。其精神則不變，且公推代表二人回國，請袁世凱主戰:16。北京大學堂及上海教育界均覆電贊成，並紛紛集會，擴大宣傳力量:16。其间，杨毓麟加入兴中会，並与黄兴、周来苏、苏鹏等六人在军国民教育会中组织暗杀团。黃興、楊守仁主張暗殺清廷大吏，奪取要府以為革命手段，嘗研究爆炸物10餘種:20。杨毓麟在研製炸藥時不慎被炸坏一只眼睛。是年6月初，黃興自日本回國，在湖南、湖北醞釀新行動:17。6月21日，清朝命令嚴厲緝拿倡言革命之學生，意圖以高壓手段鎮壓風潮，然而大勢所趨已不可遏阻，留日學生各種刊物均廢光緒年號，直書黃帝紀元:17。
是年夏天，杨毓麟復署名“湖南之湖南人”，刊行《新湖南》一小冊，主張湖南省脱离清朝独立，杨毓麟希望將新湖南告知湖南中等社會，以恥舊湖南人之甘為奴者:14。杨毓麟受歐榘甲主張廣東獨立的《新廣東》鼓舞，大力主張湖南獨立。楊守仁慷慨激昂:14，因之大力提倡開闢新局面，組織獨立之機關，規劃獨立之地方自治；而欲達此破壞及建設之目的，則組織黨會，固其大前提:14。他在書中闡明寫作的動機：
楊毓麟主張，湖南應該仿效古巴等國，建立獨立的具有主權的政治實體：
杨毓麟将清帝国的解体比喻为罗马帝国崩溃、将湖南独立比作欧洲的民族国家建构。
杨毓麟不久偕兩位同志由日本攜帶炸藥至北京，約張繼由湖南、何海樵由上海前來，設機關於天津，圖謀炸死慈禧太后於紫禁城內城宮殿及颐和园以震動天下人耳目，然潛居京城數月，無隙可乘，乃失意南歸。1903年12月，杨毓麟來到长沙参与华兴會的筹备工作。1904年2月15日，华兴会成立後，杨毓麟被派往上海擔任华兴会的外围组织爱国协会的会长。當時黄兴、刘揆一、宋教仁等筹备长沙起义，爱国协会準備在上海响应。但因起义未能發動，黄兴等人逃往上海。11月7日，黄兴、刘揆一与杨毓麟、章士钊等40余人在上海新马路余庆里召开大会，决定发动学生和军队起义。不過清朝得知後逮捕黄兴等13人，並搜到杨毓麟名片多张。杨毓麟於是改名杨守仁並流亡日本。
杨守仁打算再度在北京發動起義，不久從日本返回北京，出任译学馆教员，並联络吴樾、马鸿亮、杨积厚、庄以临、侯景飞、金猷澍等人组织北方暗杀团，準備刺殺铁良。1905年，清朝發起立憲運動，並派载泽、戴鸿慈、徐世昌、端方、绍英等前往外國考察憲政。杨守仁等人決定改為刺殺五大臣，吴樾讓杨守仁潛入载泽陣營擔任随员，裡應外合。1905年9月24日，吴樾登上五大臣火車，結果炸彈受到车身震动提前引爆，吴樾当场炸死，载泽、绍英受轻伤。爆炸事件发生后，不過杨守仁身份並未暴露，並隨同考察大臣來到东京。杨守仁在東京会见黄兴、宋教仁、陈天华、张继等人后，辞去随员职务，协助黄兴等人扩展同盟会，并于1906年6月25日加入同盟会。不久返回上海。1907年，他到上海，和于右任等人等创办《神州日报》，并任总主笔，任职80天，以“寒灰”为笔名发表了社论和时评。不久，《神州日报》因火灾而暂停出版。1908年春，杨守仁被蒯光典聘为秘书，随行至英国。1908年冬，杨守仁辞去秘书职，并于1909年入苏格兰阿伯丁大学学习英语及数学等學科。其间，他会见了流亡伦敦的孙中山，并建议孙中山在欧洲设通讯社，获得孙的赞同。此后，他作为中国同盟会驻英国联络员，不断为《民主报》、《中兴日报》投稿，并且秘密购买炸药运回中国，提供给革命党。

### 身亡
1910年3月，汪精衛刺殺攝政王載灃失敗。1911年4月，广州黄花岗起义失败，杨守仁得知後不滿革命屢次失敗，結果發病，头痛浮肿。1911年8月5日，他在利物浦的大西洋海湾投海身亡。

## 身后
其遗体被英国渔民打捞上岸，杨昌济、石瑛、吳稚煇、曹亞伯等人闻讯后也迅速赶到了其遇难处，遗体即安葬在利物浦的安菲尔德公墓。1912年，孙中山批南京临时政府陆军部在南京:385，为杨守仁、陈天华、吴樾、熊成基、郑先声、杨卓林等六位烈士建立了六烈士祠。

## 家人
- 兄：楊德麟
- 弟：楊殿麟
- 姊：楊壽玉
- 長女：楊克恭
- 次子：楊克念[1]